# Особняк Понизовкиных
Особняк Понизовкиных — эклектический особняк, построенный на левом берегу Волги в 1910-х гг. по заказу Никиты Андреевича Понизовкина. Особняк был построен на территории крахмало-паточного завода Понизовкиных у деревни Гузицыно и стал частью посёлка Понизовкино (с 1927 года — рабочий посёлок Красный Профинтерн).

## История
Н. А. Понизовкин (05.06.1886 — ок. 1936) один из наследников купеческого рода Понизовкиных, предприниматель-промышленник, наследственный владелец крахмалопаточных заводов, родился и вырос в Ярославле вместе с братьями Владимиром и Андреем. В 1908 году он женится на Розе Павловне Бурсиан, австрийке по происхождению и остается в Ярославле заниматься семейными делами, связанными с деятельностью завода. На территории завода, который был основан еще около 1862 года, начинается масштабное строительство. В 1910 году разрабатывается проект особняка для Никиты Андреевича и его семьи. Особняк строится под руководством инженера-архитектора Николая Юрьевича Лермонтова. Николай Юрьевич был заслуженным инженером-архитектором, после 1914 года становится городским архитектором Ростова.
Стены особняка возводила артель братьев Букетовых, в исполнении лепных работ внутри участвовал лепщик из Рыбниц Николай Лишов, технические работы (вентиляция, отопление) были выполнены по проекту технической конторы торгового дома «В. Залесский и В. Чаплин».
После революции завод и особняки Понизовкиных переходят государству, а сама семья эмигрирует; к тому времени Роза Павловна и Никита Андреевич живут раздельно после развода в 1916 году. Особняк используется для встреч партии, деятельности клубов, открывается школа. С 1985 года был заброшен. С 1986 года он значится в списке объектов историко-культурного наследия. Однако, к XXI веку особняк оказался практически потерян внутри и в аварийном состоянии снаружи. С 2010 по 2014 год проводилась реставрация фасадов для создания на территории завода туристического комплекса на средства новых владельцев — группы компаний «Ташир».

## Архитектура
Дом Понизовкиных является ярким примером региональной архитектуры эклектики в эпоху модерна. Прямоугольный в плане особняк имеет три главных объёма: центральный широкий фланкируемый более узкими боковыми. Два главных фасада выходят на берег Волги (юго-восточный) и на улицу, ведущую от нее на территорию завода (юго-западный). Юго-восточный, береговой фасад имеет три архитектурных объёма: две боковые башни и выступающая прямоугольная часть фасада с завершением под русский стиль. Этот фасад не симметричен, он имеет композицию, которую часто используют архитекторы модерна: используя три вертикальные доминанты на фасаде, центральную смещают к одному из боковых объёмов. Левая башня цилиндрическая с крышей-конусом, правая квадратная, с прогулочной площадкой наверху, имеющей башнеобразные торцы. Правая башня также имеет балкончики, поддерживаемые консолями. Карнизы стен украшены аркатурными поясками, что дополняет образ готического замка, которым может показаться особняк Понизовкиных. Однако, помимо готических элементов, автор проекта использует мотив ренессансной лоджии, английского эркера и скругленных окон эпохи модерна. Юго-западный фасад симметричен, между угловой цилиндрической башней и зальным помещением, который лишь отдаленно напоминает башню, находится главный вход в особняк. Он выдержан в готическом вкусе, однако используя формы кирпичной готики, тем самым перекликаясь с зданиями фабрики вниз по улице. Особняк является хорошим примером архитектуры эклектики, но ничем выдающимся более не является. Интересной особенностью является влияние архитектуры модерна на проект, что редкость для региональной архитектуры в 1910-х годах.

## Интерьеры
Внутреннее пространство особняка организовано вокруг главной лестницы, находящейся в центре под стеклянной крышей. Все комнаты на первом и втором этажах окружают центральную лестницу. Ряд комнат открыт для обозрения из центра здания и явно выделяются размерами, скорее всего они предназначались для размещения всей семьи. Что находилось в каждой комнате, точно сказать нельзя из-за практически исчезнувшей отделки интерьеров. Однако из строительных договоров мы можем понять, что внутри была малая гостиная, т.н. золотая комната, главная гостиная была обита холстом и расписана арабесками, в круглой башне размещалась детская, рядом столовая.  Также были танцевальный зал, буфетная, будуар с балконом, кухня, прачечная, баня, зимний сад. Сохранились интерьеры только египетского зала около входа: четыре пальмообразные колонны поддерживают резной потолок, украшенный росписями с египетскими мотивами, а также изображениями крылатых богинь. Главная лестница была отделана бронзовыми балясинами, покрыта красным ковром и уставлена кипарисами, в настоящее время остались лишь части росписей и куски стукового декора. Если снаружи стили смешиваются и образуют единую композицию, то внутри каждая комната имела свою тему, представляя интерьер особняка как ретроспективизм и стилизаторство начала XX века.